# Baron (Gard)
Baron település Franciaországban, Gard megyében. Lakosainak száma 338 fő (2022. január 1.). Baron Aigaliers, Collorgues, Euzet, Foissac, Saint-Jean-de-Ceyrargues, Saint-Just-et-Vacquières és Saint-Maurice-de-Cazevieille községekkel határos.

## Népesség
A település népességének változása:
| Lakosok száma | 165  | 201  | 199  | 307  | 353  | 357  | 356  | 368  | 358  | 338  |
|               | 1968 | 1982 | 1990 | 2006 | 2013 | 2015 | 2017 | 2019 | 2020 | 2022 |